# 탑리여자중학교
탑리여자중학교(塔里女子中學校)는 대한민국 경상북도 의성군 금성면 탑리리에 있는 사립 중학교이다.

## 학교 연혁
- 1963년 5월 27일 : 대한 성경 구락부 중등부 설립
- 1966년 2월 8일 : 학교법인 삼영학원 설립인가, 초대 이사장 김상곤 취임
- 1966년 3월 30일 : 탑리여자중학교 설립인가, 초대 교장 이상륜 취임
- 1966년 4월 1일 : 탑리여자중학교 개교
- 1980년 5월 27일 : 설립자 학송선생 건학 공덕비 제막
- 1997년 3월 1일 : 경상북도의성교육청지정 시범학교 운영
- 1998년 3월 1일 : 경상북도교육청지정 교육과정 선도학교 운영
- 2004년 4월 19일 : 제3대 이사장 이익형 취임
- 2010년 9월 1일 : 제7대 교장 이택준 취임
- 2014년 9월 1일 : 백합마루(환경정원) 조성
- 2017년 2월 10일 : 제49회 졸업식 거행 (졸업생 누계 4,520명)
- 2017년 3월 2일 : 입학식
- 2018년 2월 9일 : 제 50 회 졸업식 거행 (4526명)
- 2018년 3월 2일 : 입학식
- 2019년 2월 13일 : 제 51 회 졸업식 거행 (4,531명)
- 2019년 3월 4일 : 입학식
- 2019년 3월 5일 : 도서관 구조보강 및 리모델링
- 2020년 4월 3일 : 전체 리모델링(본관, 특별교실, 강당동)
- 2020년 4월 16일 : 온라인 개학 및 입학식
- 2021년 3월 2일 : 입학식
- 2022년 3월 1일 : 제8대 교장 신숙미 취임
- 2023년 3월 2일 : 입학식

## 참고 자료
- 탑리여자중학교 - 한국교육학술정보원 학교알리미